# オオハナサキガエル
オオハナサキガエル(大鼻先蛙、Odorrana supranarina)は、両生綱無尾目アカガエル科ニオイガエル属に分類されるカエル。

## 分布
日本（石垣島、西表島）固有種
模式標本の産地（基準産地・タイプ産地・模式産地）は前良川（西表島古見）。

## 形態
体長オス6 - 7.7センチメートル、メス8.2 - 11.5センチメートル。種小名supranarinaは「ハナサキガエルO. narinaを超える」の意で、ハナサキガエルよりも大型であることに由来する。皮膚の表面は不明瞭な顆粒状の隆起がみられる程度でなめらかだが、側頭部や後肢外側には白い棘状の顆粒隆起がある。背の側面にある隆起（背側線隆条）は不明瞭で断続することが多く、鼓膜上部から背側面にかけての隆起（鼓膜後背側隆条）も不明瞭。
頭部は細長く、吻端は顕著に突出し尖る。眼鼻線は明瞭。鼓膜は、眼の3分の2程度。後肢は短く、前に伸ばすと脛跗関節は眼の前縁までしか達しない。

## 生態
山地の森林に生息する。同所的に分布するコガタハナサキガエルと比較してより幅広い環境に生息するものの、土砂などで汚濁した水場には生息しない。
ゴキブリ類やワラジムシ類などを食べる。
繁殖様式は卵生。10月中旬から翌6月に、渓流や湿原などに680 - 1,600個の卵を産む。

## 人間との関係
森林伐採や土地造成などによる影響が懸念されている。石垣島では人為的に移入されたオオヒキガエルによる影響が懸念されている。2017年現在は沖縄県レッドリストで、準絶滅危惧と判定されている。
準絶滅危惧（NT）（環境省レッドリスト）